# Cully, Calvados

Cully este o comună în departamentul Calvados, Franța. În 1 ianuarie 2018 avea o populație de 157 de locuitori.